# Classe de toxicitat

Símbol de toxicitat per la classe europea de toxicitat I i II

La classe de toxicitat (en anglès: Toxicity Class) es refereix al sistema de classificació per a plaguicides creat per governs nacionals o internacionals. Es refereix a la toxicitat aguda d'agents com fumigants del sòl, fungicides, herbicides, insecticides, acaricides, mol·lusquicides, nematicides, o rodenticides.
L'assignament de la classe de toxicitat està basada típicament sobre resultats de toxicitat aguda com la determinació dels valors de LD50. Generalment la classe de toxicitat no es dirigeix a altres aspectes com la bioacumulació, carcionogenicitat, teratogenicitat i efectes mutàgens o l'impacte sobre la reproducció.
Les agències reguladores poden requerir que l'envasat de l'agent sigui marcat amb una paraula senyalitzadora, una etiqueta específica d'advertència per indicar el nivell de toxicitat.

## Classe de toxicitat per jurisdicció

### Món
L'OMS (Organització Mundial de la Salut) dona quatre classes de toxicitat:
- Classe 1 – a: extremadament perillós/extremely hazardous
- Classe 1 – b: molt perillós/highly hazardous
- Classe 2: moderadament perillós/moderately hazardous
- Classe 3: lleugerament perillós/slightly hazardous

### Unió Europea
A la Unió Europea hi ha 8 classes de toxicitat regulades per la Directiva 67/548/EEC: 
- Classe I: molt tòxic/very toxic
- Classe II: tòxic/toxic
- Classe III: perjudicial/harmful
- Classe IV : corrosiu/corrosive
- Classe V : irritant/irritant
- Classe VI : sensibilitzant/sensitizing
- Classe VII : carcinogènic/carcinogenic
- Classe VIII : mutagènic/mutagenic

Les substàncies molt tòxiques i tòxiques estan marcades pel símbol europeu de toxicitat.

### Altres
L'agència United States Environmental Protection Agency, EPA dels Estats Units, per exemple, usa quatre classes de toxicitat. Les classes I a III han de portar una Signal Word en l'etiqueta.